# حوزه انتخابیه بیست‌وچهارم کالیفرنیا
حوزه انتخابیه بیست‌وچهارم کالیفرنیا یک حوزه انتخابیه مجلس نمایندگان آمریکا است که در ایالت کالیفرنیا قرار دارد.